# Kościół salowy

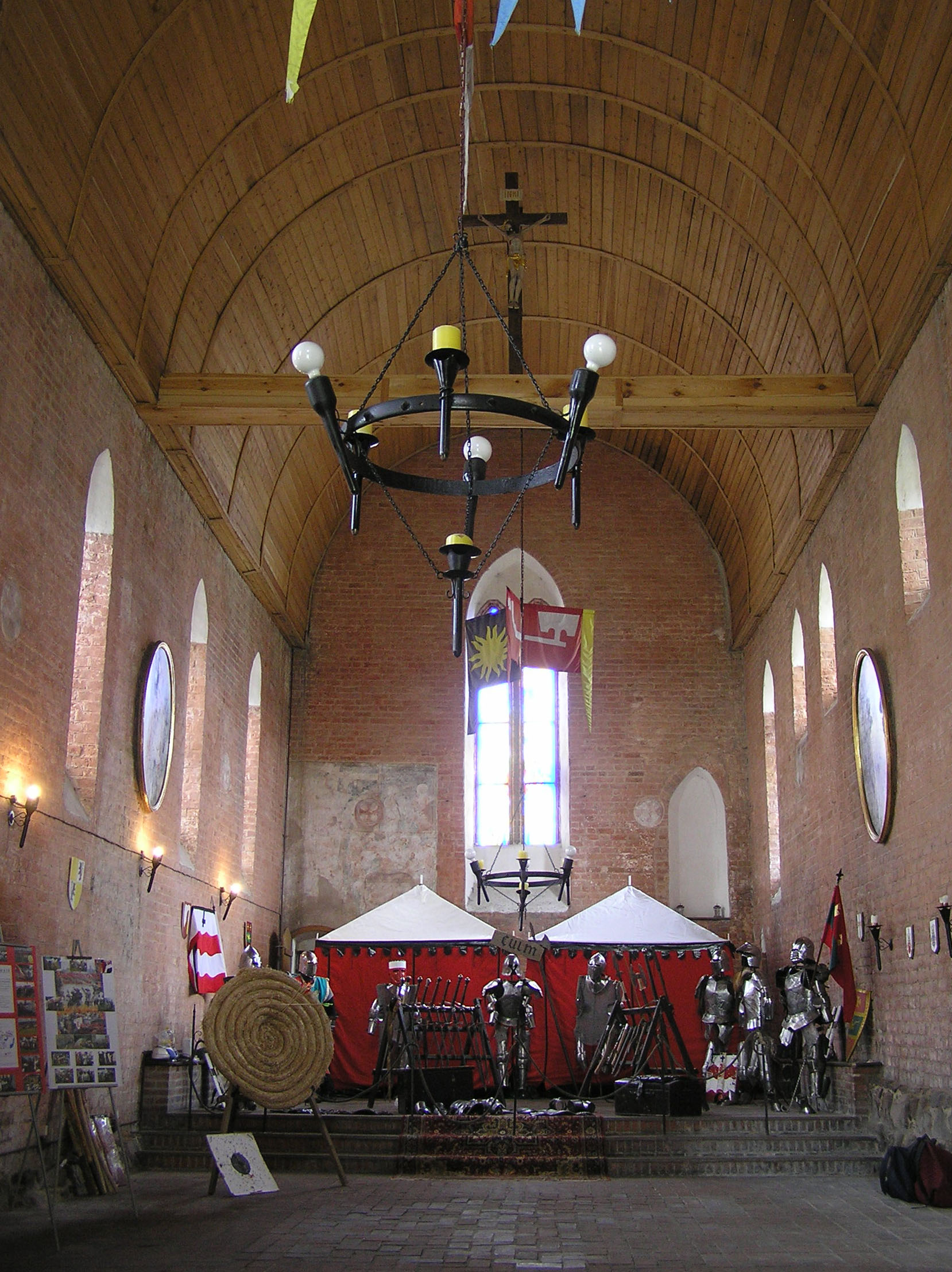
Wnętrze kościoła salowego w Chełmnie

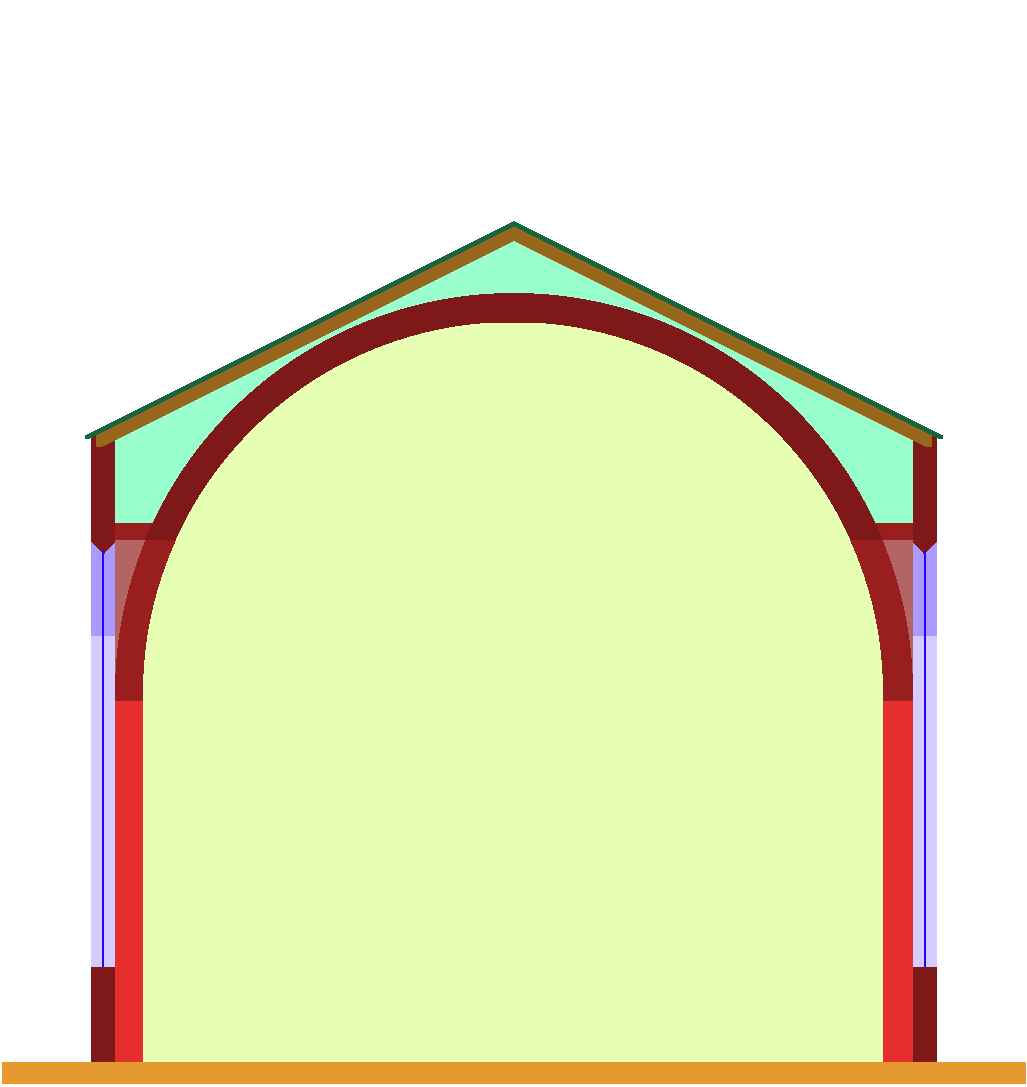
Schematyczny przekrój kościoła salowego

Kościół salowy – jednonawowa, podłużna budowla sakralna z niewyodrębnionym prezbiterium.
Cała sala o tej samej wysokości i szerokości jest przekryta wspólnym stropem lub sklepieniem. Występował czasem w okresie średniowiecza i w postaci małych kościółków przekrytych płaskim stropem w baroku.

## Przykłady kościołów salowych w Polsce
- kościół Ducha Świętego w Chełmnie;
- kościół ewangelicki św. Michała Archanioła w Gierałcicach;
- kościół św. Jana Chrzciciela w Goszkowie;
- kościół Świętych Apostołów Piotra i Pawła w Prudniku;
- kościół św. Piotra i św. Pawła w Szczecinie;
- kościół w Słonowicach;
- kościół parafialny pw. św. Katarzyny w Henrykowie;
- kościół pw. św. Antoniego Opata w Wozławkach;
- kościół pw. św. Józefa w Starej Dąbrowie;
- kościół św. Pawła w Tatyni[3].